# بهار دمشق
بهار دمشق، اصطلاحی است که به دوره‌ای کوتاه مدت در تاریخ سوریه گفته می‌شود. این دوره با مرگ حافظ اسد و آغاز دوره زمامداری بشار اسد شروع شد. در این دوره بسیاری از زندانیان سیاسی در سوریه آزاد شده و آزادی‌های محدود سیاسی فراهم شد. این دوره با شانتاژ نسل قدیم اعضای حزب بعث و تحت فشار قرار گرفتن بشار اسد پایان یافت.
بیانیه ۹۹ و بیانیه ۱۰۰۰ از دستاوردهای بهار دمشق بودند.

## پیشینه
در حقیقت آغاز بهار دمشق به مدتی قبل از مرگ حافظ اسد برمی‌گردد. در آن زمان خانهٔ نبیل المالح به محلی برای گردهمایی روزنامه‌نگاران، فعالان سیاسی و هنرمندان تبدیل شده بود که به همت نبیل المالح به دور هم جمع می‌شدند. این گردهمایی در حقیقت تریبون آزادی بود که دربارهٔ بازسازی جنبش‌های دموکراتیک و فرهنگی در سوریه در آن بحث می‌شد. تریبون‌های آزاد دیگری نیز در حلب و طرسوس تشکیل می‌شد. بیانیه ۱۰۰۰، پایان بهار دمشق را به دنبال داشت.